# Крістіан Циге
Крістіан Циге (нім. Christian Ziege, нар. 1 лютого 1972, Берлін) — німецький футболіст, захисник, півзахисник. По завершенні ігрової кар'єри — тренер.

## Клубна кар'єра
У дорослому футболі дебютував 1990 року виступами за команду клубу «Баварія», в якій провів сім сезонів, взявши участь у 183 матчах чемпіонату. Більшість часу, проведеного у складі мюнхенської «Баварії», був основним гравцем команди. За цей час двічі виборював титул чемпіона Німеччини, ставав володарем Кубка УЄФА.
Згодом з 1997 по 2004 рік грав у складі команд клубів «Мілан», «Мідлсбро», «Ліверпуль» та «Тоттенгем Готспур». Протягом цих років додав до переліку своїх трофеїв титул чемпіона Італії, ставав володарем Кубка Англії, володарем Кубка УЄФА.
Завершив професійну ігрову кар'єру у клубі «Боруссія» (Менхенгладбах), за команду якого виступав протягом 2004—2005 років.

## Виступи за збірну
1993 року дебютував в офіційних матчах у складі національної збірної Німеччини. Протягом кар'єри у національній команді, яка тривала 12 років, провів у формі головної команди країни 72 матчі, забивши 9 голів.
У складі збірної був учасником чемпіонату Європи 2004 року у Португалії, чемпіонату світу 2002 року в Японії і Південній Кореї, де разом з командою здобув «срібло», чемпіонату Європи 1996 року в Англії, здобувши того року титул континентального чемпіона, чемпіонату світу 1998 року у Франції, чемпіонату Європи 2000 року у Бельгії та Нідерландах.

## Кар'єра тренера
Розпочав тренерську кар'єру невдовзі по завершенні кар'єри гравця, 2006 року, увійшовши до тренерського штабу клубу «Боруссія» (Менхенгладбах).
Надалі очолював команду клубу «Боруссія» (Менхенгладбах).
Наразі останнім місцем тренерської роботи був клуб «Армінія» (Білефельд), команду якого Крістіан Циге очолював як головний тренер 2010 року.

## Титули і досягнення
- Чемпіон Німеччини (2):

«Баварія»: 1993–94, 1996–97
- Чемпіон Італії (1):

«Мілан»: 1998–99
- Володар Кубка Англії (1):

«Ліверпуль»: 2000–01
- Володар Кубка англійської ліги (1):

«Ліверпуль»: 2000–01
- Володар Кубка УЄФА (2):

«Баварія»: 1995–96
«Ліверпуль»: 2000–01
- Чемпіон Європи (1): 1996
- Віце-чемпіон світу: 2002